# Bittacus saigusai
Bittacus saigusai är en näbbsländeart som beskrevs av Miyamoto 1984. Bittacus saigusai ingår i släktet Bittacus och familjen styltsländor. Inga underarter finns listade i Catalogue of Life.